# Somaliland
Somaliland (somaleză Soomaaliland, arabă أرض الصومال Arḍ aṣ-Ṣūmāl) este o regiune autonomă ce face parte din Somalia. Autodeclarația de independență a acestei regiuni nu este recunoscută de nici un stat sau organizație internațională.
Somaliland se învecinează cu Etiopia în sud și în vest, cu Djibouti în nord-vest, cu Golful Aden în nord și cu regiunea autonomă Puntland din Somalia la est.

## Galerie

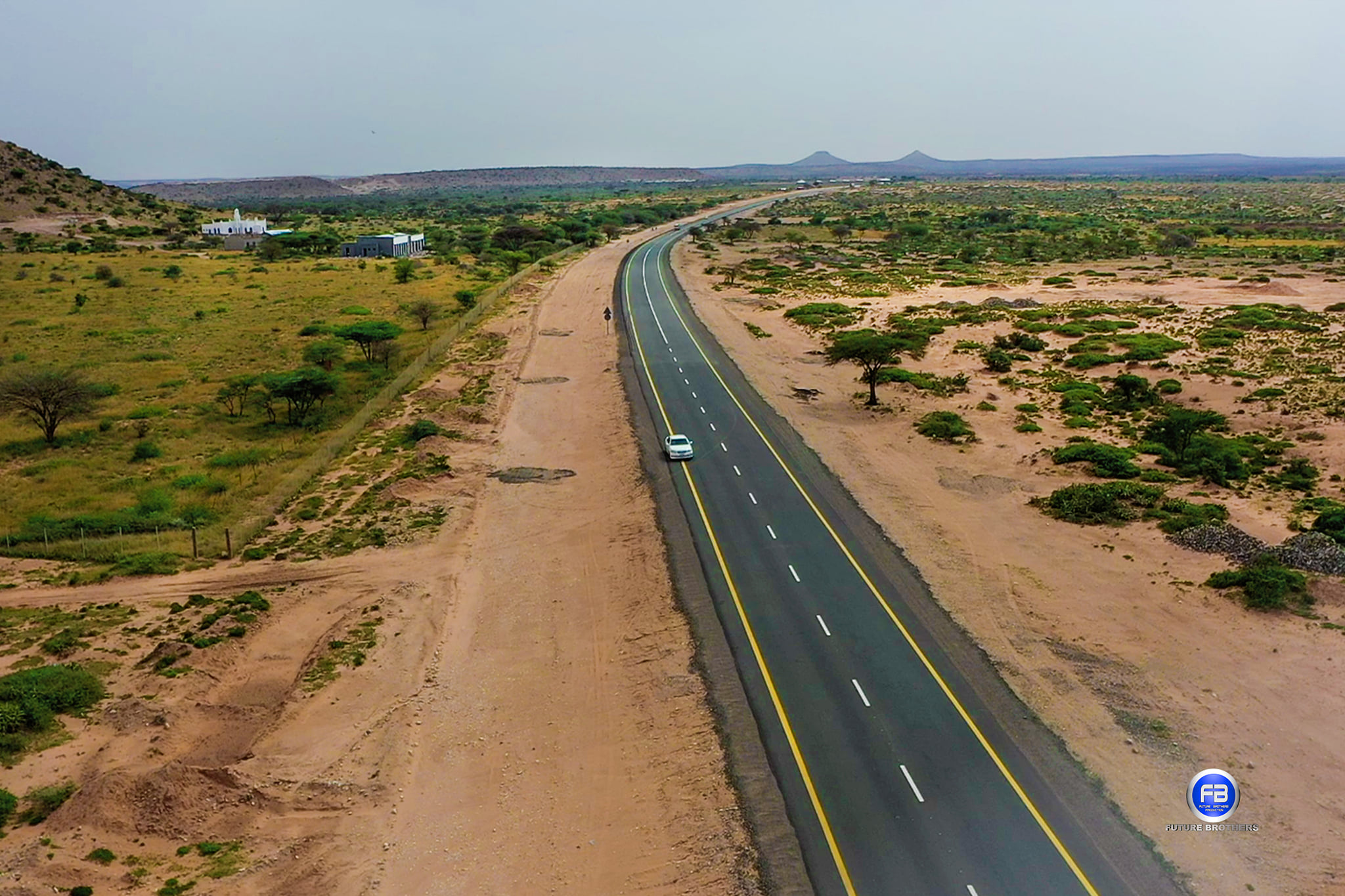
Berbera - un drum „coridor””
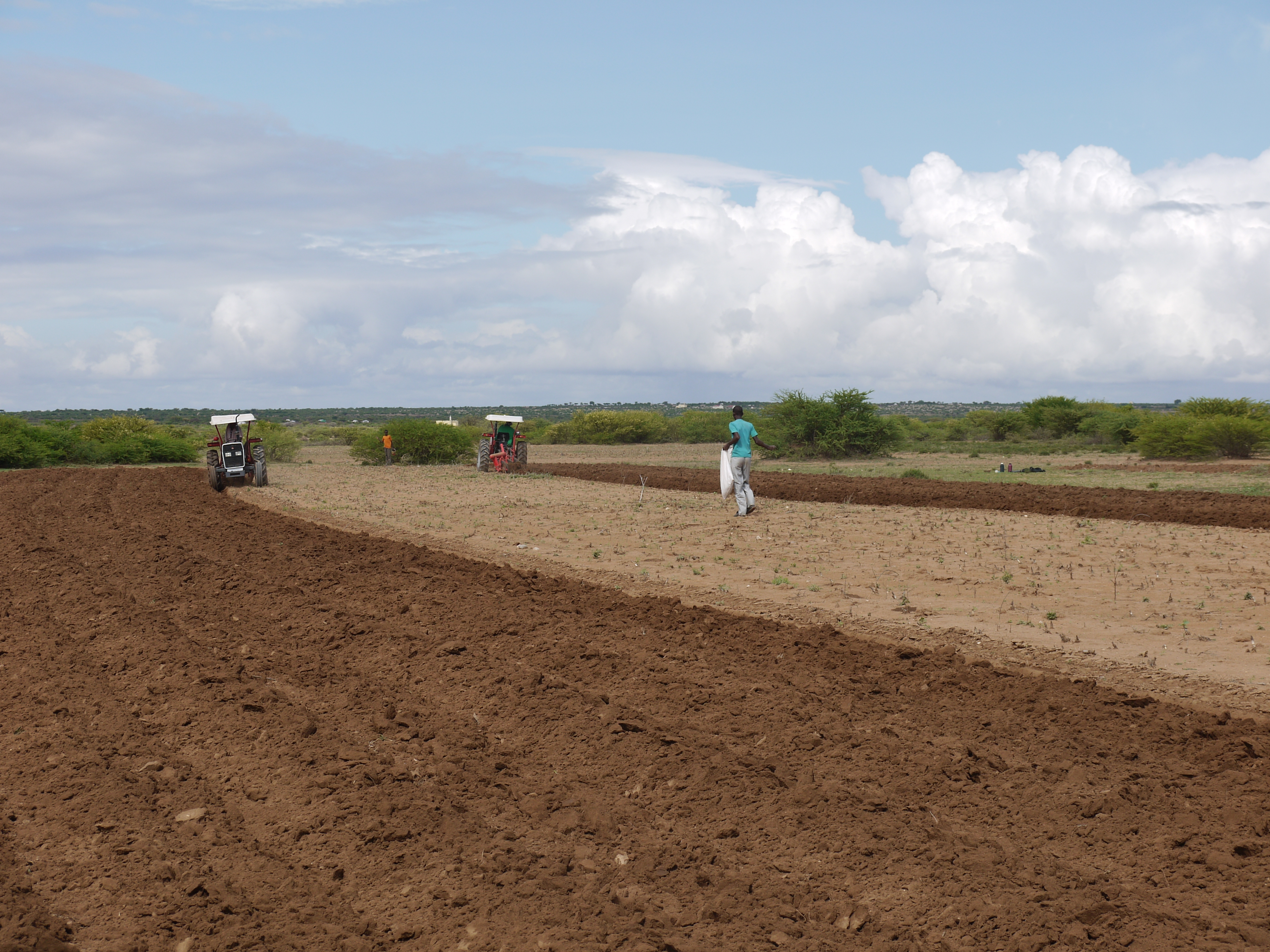
Activitate de fermieri
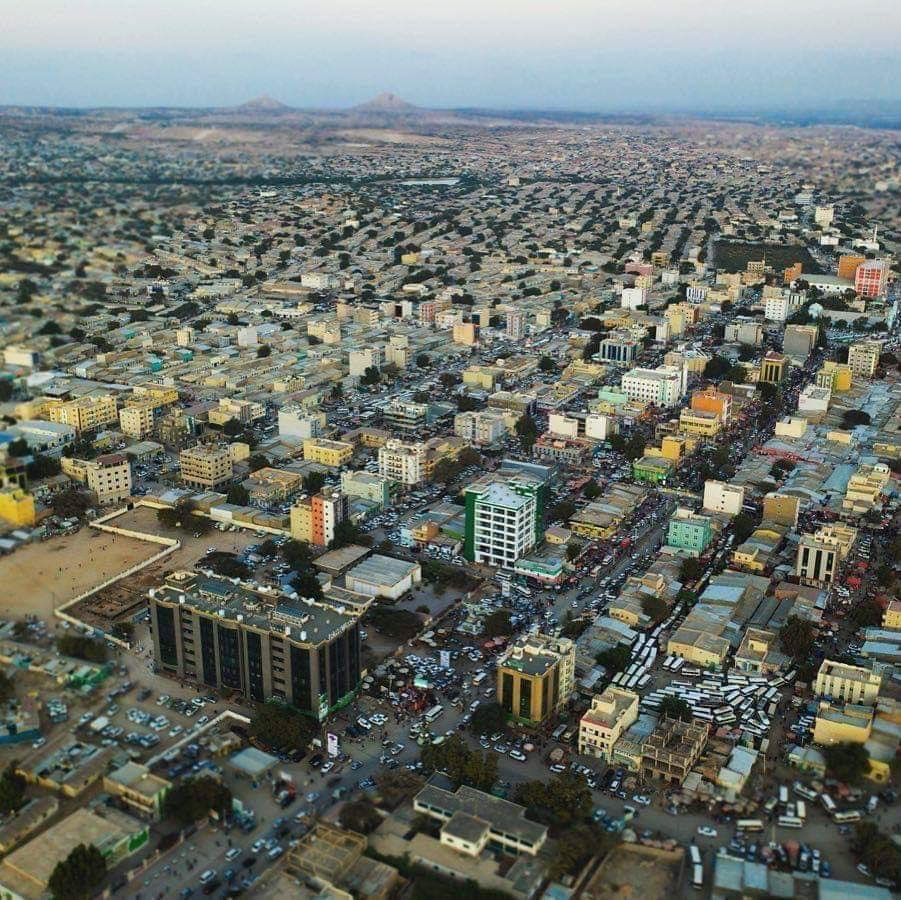
Localitatea Hargeisa